# 소 요시미치
소 요시미치(宗義方)는 일본 에도 시대 쓰시마 후추번의 5대 번주이다.

## 생애
덴나(天和) 4년(1684년) 1월 19일에 3대 번주인 요시자네의 넷째 아들로 태어났다.
처음에는 아버지의 이름 한 글자를 따서 사네우지(真氏, さねうじ)라고 했는데, 쓰시마 후추번의 세자(世子)인 형 요시쓰구(義倫)가 있었으므로 소 씨가 아닌 무라오카(村岡) 성을 사용하였고, 아버지로부터 쓰시마 시모아가타 군에 있는 네오 촌(根緒村)을 영지로 받아서 네오 씨(根緒氏)라 칭하였다. 겐로쿠(元禄) 7년(1694년)에 4대 번주가 된 형 요시쓰구가 요절하는 바람에 그의 양자로써 가독을 이어받고 쓰시마 후추번의 5대 번주가 되었으며 이름도 소 요시미치(宗義方)로 바꾸게 되었다. 무라오카 씨는 셋째 아들 유키타카(如喬, ゆきたか)가 이었다.
그러나 아직 어렸기 때문에 은거한 아버지 요시자네가 후견인으로써 번의 정치 실권을 장악하고 있었고 겐로쿠 15년(1702년)에 아버지가 사망하고 나서야 요시미치는 자신의 뜻대로 번을 다스릴 수 있었다. 이 무렵 쓰시마 후추번은 대조선 교역 부진과 은광의 산출량 저하로 재정이 악화되고 있었는데, 이를 재건하기 위해 요시미치는 호에이(宝永) 2년(1705년)에 검약령(倹約令)을 내렸으나 효과는 별로 없었다.
쇼토쿠(正徳) 원년(1711년)에 6대 쇼군(将軍) ・ 도쿠가와 이에노부(徳川家宣)의 취임을 축하하기 위해 일본측의 요청으로 방문한 조선통신사(朝鮮通信使)가 오자 이를 접대하였고 그 공으로 비젠(肥前) 다시로(田代)에 있던 번의 영지를 1,560석 정도 더 받아서 실질 고쿠다카가 1만 3,300석이 되었다.
교호(享保) 3년(1718년) 9월 5일에 사망하였다. 향년 35세. 뒤는 자신의 동생으로 양자로 삼은 우지에 미치노부(氏江方誠, 소 요시노부宗義誠)가 이었다.
조선의 《동사일기》 문견록에는 "도주(島主) 평의방(平義方)는 바로 평의륜(平義倫)의 아우이고 평의진(平義眞)의 서자인데, 주색(酒色)에 빠져 항상 병이 많으며, 성품이 또 혼미하고 용렬한 데다 사무에도 어둡다. 그래서 여러 봉행(奉行)들이 비록 문자(文字)는 모르지만, 역시 단련되고 영리하기 때문에 정령(政令)을 일체 위임하는데 그런대로 모양이 이루어졌다."라고 평하고 있다.